# Vanhaneva
Vanhaneva este o arie protejată (arie specială de conservare — SAC, sit de importanță comunitară — SCI, arie de protecție specială avifaunistică — SPA) din Finlanda întinsă pe o suprafață de 334 ha, integral pe uscat.

## Localizare
Centrul sitului Vanhaneva este situat la coordonatele 63°04′45″N 23°30′48″E / 63.0792°N 23.5133°E.

## Înființare
Situl Vanhaneva a fost declarat sit de importanță comunitară în august 1998 pentru a proteja 14 specii de animale. Alte tipuri de protecție:
- arie de protecție specială avifaunistică (în august 1998)[2]
- arie specială de conservare (în aprilie 2015)[1][3][4]

## Biodiversitate
Situată în ecoregiunea boreală, aria protejată conține 2 habitate naturale: Turbării active, Mlaștini împădurite.
La baza desemnării sitului se află mai multe specii protejate de  păsări (14): rață sulițar (Anas acuta), gâscă de semănătură (Anser fabalis), cocoșul de mesteacăn (Bonasa bonasia), bătăuș (Calidris pugnax), cufundar mic (Gavia stellata), cocor (Grus grus), pescăruș râzător (Larus ridibundus), codobatura galbenă (Motacilla flava), notatița cu ciocul subțire (Phalaropus lobatus), ploier auriu (Pluvialis apricaria), chiră de baltă (Sterna hirundo), huhurezul mic (Strix uralensis), fluierar negru (Tringa erythropus), fluierar de mlaștină (Tringa glareola).